# Karl Amadeus Hartmann
Karl Amadeus Hartmann (ur. 2 sierpnia 1905 w Monachium, zm. 5 grudnia 1963 tamże) – niemiecki kompozytor.

## Życiorys
Kształcił się w męskim seminarium nauczycielskim, a następnie w latach 1924–1929 w Królewskiej Akademii Muzycznej w Monachium. Od 1942 pobierał nauki u Antona Weberna w Wiedniu. 
Między 1933 a 1945 rozpowszechnianie jego dzieł było w Niemczech zabronione. W 1945 założył organizację Musica Viva, którą kierował aż do śmierci; wystawiał tu zabronione przez narodowych socjalistów utwory i stworzył forum dla młodych kompozytorów.

## Twórczość
Najbardziej znanym utworem Hartmanna jest opera Simplicius Simplicissimus (1935, premiera sceniczna w 1949, nowa wersja 1957). Opera wystawiona została dopiero w 1948, gdyż była zakazana w III Rzeszy. Kompozytor korzystał z wielu gatunków muzycznych; należały do nich marsze, tańce, chorały, piosenki ulicznych śpiewaków, cytował w operze dzieła Johanna Sebastiana Bacha, Igora Strawinskiego i Siergieja Prokofjewa. Cytaty z muzyki żydowskiej podkreślały solidaryzowanie się kompozytora z wyklętą przez narodowy socjalizm sztuką. Cytował również starą pieśń niemiecką Pieśń Floriana Geyera, co podkreślało związek tragicznego losu tytułowego bohatera opery z losem wielu innych ludzi.
Inne ważniejsze dzieła to pięć krótkich oper Das Wachsfigurenkabinett (Gabinet figur woskowych, 1920–1930), osiem symfonii, koncerty solowe, dwa kwartety smyczkowe, Friede Anno 48 na sopran, chór mieszany i fortepian.
Odznaczony Bawarskim Orderem Zasługi (1959). Został pochowany na Cmentarzu Leśnym w Monachium.